# Fergal O'Hanlon
Fergal O'Hanlon (En irlandés: Feargal Ó hAnnluain, 2 de febrero de 1936 – 1 de enero 1957) fue voluntario en la Columna Pearse del Ejército Republicano Irlandés.

## Contexto
Nacido en Ballybay, condado de Monaghan, Irlanda, en el seno de una familia firmemente republicana, Feargal O'Hanlon fue un dibujante empleado por el Consejo del condado de Monaghan. Fue un futbolista gaélico y un entusiasta activista en favor de la lengua irlandesa. O'Hanlon, un católico devoto, consideró hacerse sacerdote y pasó un año en el seminario de St. Macartan's. En su diario expresó sus sentimientos sobre el uso de la fuerza: "No conozco ninguna manera por la cual se pueda obtener y mantener la libertad excepto por medio de hombres armados". Se unió al IRA en 1956.

## Incursión en Brookeborough
A los 20 años, O'Hanlon murió junto con Seán South mientras participaba en un ataque al cuartel de la Real Policía del Ulster en Brookeborough, condado de Fermanagh, durante la Campaña de la Frontera. Varios otros miembros del IRA resultaron heridos en el fallido ataque. El IRA se retiró del lugar en un camión volquete. No llegaron a subirse al comión South ni O'Hanlon, porque ambos inconscientes, en un establo, y cruzaron a pie a la República de Irlanda para ayudar a sus camaradas. Los hombres heridos del IRA fueron tratados como "víctimas de un accidente de tráfico" por el personal compasivo del Hospital Mater Misericordiae de Dublín.
Los acontecimientos y personajes se recuerdan con simpatía en la balada de Dominic Behan "The Patriot Game". O'Hanlon es mencionado en la canción "Sean South of Garryowen".

## Reacción
La madre de O'Hanlon se mantuvo firmemente leal al IRA y le resultaba dolorosa cualquier insinuación de que pudiera existir una alternativa a su actividad, o de que su hijo fuera algo distinto a un héroe irlandés.
Un monumento de mármol se alza actualmente en el lugar donde South y O'Hanlon perdieron la vida. Desde 1982 se celebra una conferencia anual en memoria de O'Hanlon, y aproximadamente 500 personas asistieron a la 50.ª conmemoración de su muerte en enero de 2007 en Limerick.
En 1971, se inauguró un monumento a O'Hanlon en su ciudad natal, en una colina con vistas a Clones Road, por donde había hecho su último viaje a casa. En 2003, se fundó en Monaghan un equipo de fútbol gaélico llamado Fergal O'Hanlons.

Su hermano Eighneachán Ó hAnnluain fue elegido TD abstencionista del Sinn Féin en las elecciones generales de 1957 al Dáil Éireann. Su hermana Pádraigín Uí Mhurchadha fue concejal del Sinn Féin en el Ayuntamiento de Monaghan.

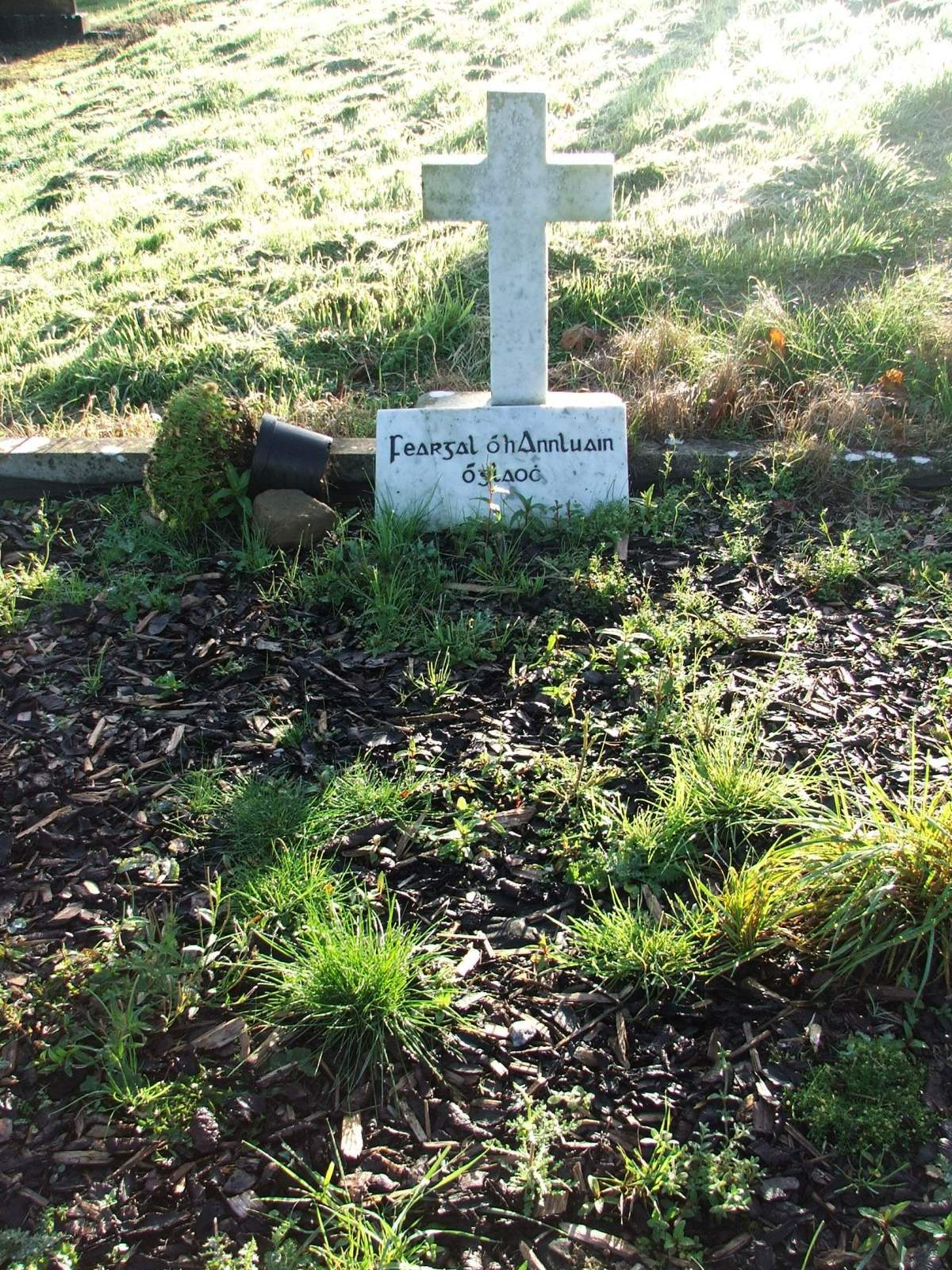
Lápida de Fergal O'Hanlon.
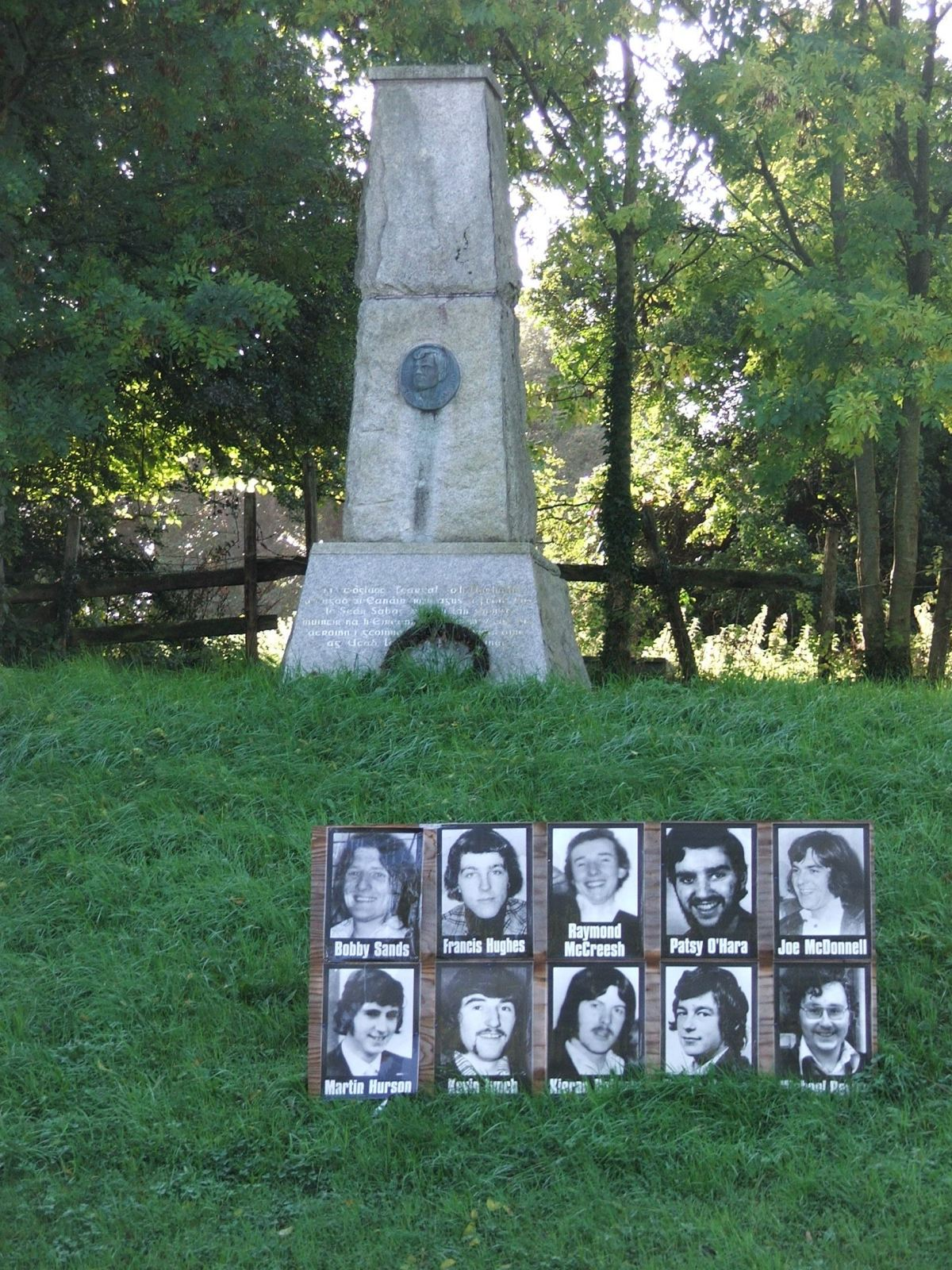
Monumento erigido en memoria de Fergal O'Hanlon.
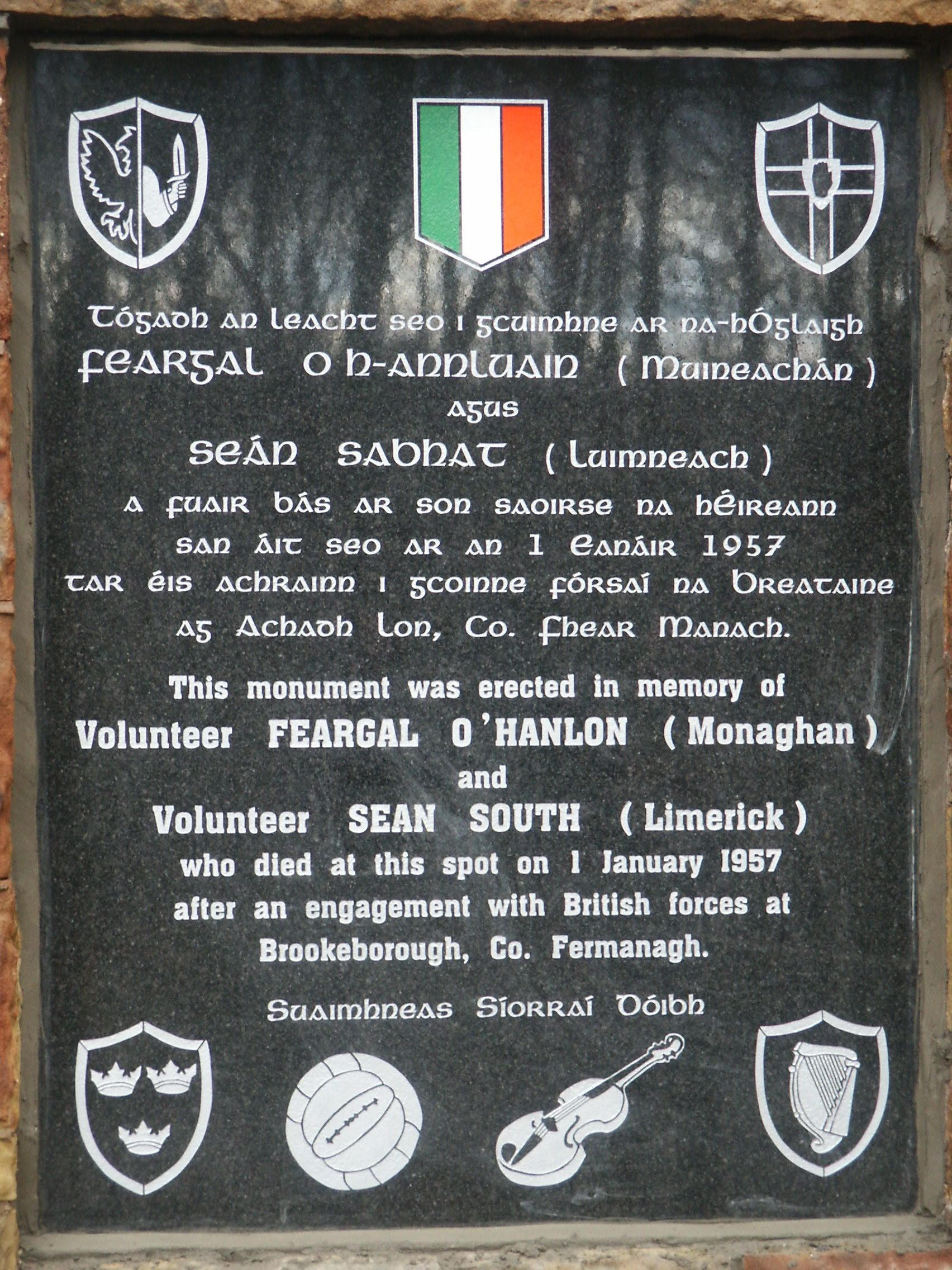
Monumento en Moane’s Cross, Fermanagh al Sur y O’Hanlon.

## Enlace
- Letra, acordes y vídeo de la canción The Patriot Game sobre Fergal O'Hanlon